# Blodförtunnande
Blodförtunnande läkemedel, vanligen bara blodförtunnande, avser läkemedel som minskar blodets förmåga att koagulera. Blodet i sig blir inte tunnare, utan enbart förmågan att bilda blodproppar påverkas av så kallade blodförtunnande läkemedel.

## Användning
Blodförtunnande läkemedel används exempelvis vid förmaksflimmer för att minska risken för stroke på grund av blodproppsbildning i hjärtat som emboliserar till hjärnan, vid blodpropp i ben eller lungor, och i samband med operation för att minska risken för blodpropp.

## Risker
Behandling med blodförtunnande läkemedel medför ökad blödningsrisk, exempelvis blödning från magtarmkanalen, urinvägar eller hjärnblödning. Risken för blödning skall vägas mot nyttan av behandlingen. Kontraindikation mot behandling kan för vissa läkemedel vara graviditet.

## Interaktioner
Olika blodförtunnande läkemedel har olika interaktioner, men warfarin är känd för sina många interaktioner, till exempel med ett flertal olika livsmedel som grapefrukt, johannesört och även läkemedel som antibiotikan erytromycin med flera. Dessutom är warfarin en vitamin K-antagonist, vilken påverkas av intaget av vitamin K som finns i många gröna växter. De som behandlas med warfarin måste monitoreras noggrant så att behandlingen befinner sig inom ett terapeutiskt fönster för att se att behandlingseffekt finns och att överdriven blödningsbenägenhet inte uppstår.

## Typer

### Antikoagulantia
Orala antikoagulantia är läkemedel som tas via munnen som påverkar koagulationsfaktorer i koagulationskaskaden.
Direktverkande orala antikoagulantia (DOAK), tidigare kallade NOAK (nya orala antikoagulantia), är läkemedel som har direkt verkan på koagulationsfaktorer. Faktor Xa-hämmare innefattar apixaban (Eliquis), edoxaban (Lixiana) och rivaroxaban (Xarelto). Trombinhämmare (faktor IIa-hämmare) innefattar dabigatran (Pradaxa).
Antivitamin K (AVK)-läkemedel, eller vitamin K-antagonister (VKA), är kumarinderivat som hämmar vitamin K-beroende koagulationsfaktorer. Det enda använda AVK-läkemedlet i Sverige är warfarin (Waran).

### Trombocythämmare
Aggregationshämmande läkemedel påverkar trombocyternas förmåga att aggregera. Acetylsalicylsyra (Trombyl) minskar produktionen av det pro-trombotiska ämnet tromboxan A2 genom hämning av enzymet COX-1. Klopidogrel (Plavix), prasugrel, och ticagrelor (Brilique) minskar trombocytaktivering genom hämning av receptorn P2Y12.

### Heparin
Heparin och dess derivat lågmolekylärt heparin, såsom dalteparin (Fragmin) samt kemiskt besläktade medel som fondaparinux (Arixtra), ökar effektiviteten hos antitrombin.

### Trombolys
Trombolys innebär upplösning av redan existerande blodproppar och är i särskilda fall en behandling vid stroke. Vid trombolys används bland annat plasminogenaktivatorer som alteplas (Actilyse) och tenekteplas (Metalyse).